# Quint-Fonsegrives
Quint-Fonsegrives är en kommun i departementet Haute-Garonne i regionen Occitanien i södra Frankrike. Kommunen ligger i kantonen Toulouse 8e Canton som tillhör arrondissementet Toulouse. År 2022 hade Quint-Fonsegrives 6 059 invånare.

## Befolkningsutveckling
Antalet invånare i kommunen Quint-Fonsegrives
Referens:INSEE